# Виленский, Олег Григорьевич
Виленский Олег Григорьевич (4 марта 1931, Днепропетровск, УССР, СССР — 9 июля 2010, Иерусалим, Израиль) — психиатр, доктор медицинских наук (1968 г.), профессор (1985 г.).
Родился в Днепропетровске в 1931 году. Закончил Днепропетровский Медицинский институт. С 1985 по 1990 год возглавлял кафедру психиатрии Дагестанского Медицинского института в Махачкале. C 1990 года жил и работал в Иерусалиме (Израиль).

## Научная деятельность
Направлениями научных исследований О. Г. Виленского являются клиника шизофрении, особенно её ипохондрической и вялотекущей форм, сочетание шизофрении c эпилепсией, последствия закрытых черепно-мозговых травм, хронический алкоголизм, проблема стресса, психиатрическая врачебно-трудовая экспертиза.
В своих трудах профессор Виленский придерживался концепции о том, что психические расстройства самостоятельны, и нет убедительных доказательств их связи с соматическим состоянием или поражением головного мозга. Он также считал, что все психические расстройства укладываются в схему единого психоза, что существенно облегчает принципы диагностики, экспертизы и лечения психически больных.

### Работы
Опубликованы более 100 научных работ, в том числе монографии:
- «Последствия черепно-мозговых травм» (Киев. 1971 г.)
- «Врачебно-трудовая экспертиза при психических заболеваниях» (Киев. 1979 г.)
- «Трудовой прогноз при психических заболеваниях» (Киев, 1985 г.)
- «Стрессы репатриации и их преодоление» (Иерусалим. 1997)
- «Психиатрия» (учебное пособие) (Москва. 1988, 2000,2006,2008 гг.)
- «Психиатрия. Социальные аспекты»(Москва.2002, 2007).
- «Психиатрия. Анализ общественно-политических движений»(Москва.2007).
- «Зигмунд Фрейд и психоанализ. Взгляд психиатра» (Москва.2009).